# T.C. Pfeiler
Professor T.C. Pfeiler, geboren als Ewald Pfeiler (Salzburg, 1 januari 1958), is een Oostenrijkse jazzorganist en componist, die speelt op een Hammondorgel B3.

## Biografie
Na een commerciële opleiding was Pfeiler van 1973 tot 1978 lid van de dans- en amusementsmuziekgroep The Up to Date uit Salzburg. In 1978 beëindigde hij andere beroepsmatige werkzaamheden ten gunste van de muziek, toen het hammondorgel al in toenemende mate werd verdrongen door keyboards en e-piano's.
In april 1978 ontmoette Pfeiler tijdens de internationale jazzweek in Burghausen de jazzorganist Wild Bill Davis, die de belangrijkste leermeester aan het begin van zijn carrière werd. Na enkele maanden als solist formeerde Pfeiler in de zomer van 1978 zijn eerste trio in de traditionele bezetting hammondorgel, gitaar en drums, soms uitgebreid met een saxofonist. In 1980 volgde een Europese tournee met de Lionel Hampton Big Band en Wild Bill Davis voor de Hammond. Voorts speelde Pfeiler met jazzgrootheden als Illinois Jacquet, Wallace Davenport, Cat Anderson, Joe Newman, Curtis Fuller en Arnett Cobb. Daar kreeg hij zijn bijnaam T.C. (The Console).
In november 1987 nam Pfeiler samen met Wild Bill Davis een live-lp op. Davis en Pfeiler speelden gelijktijdig op twee hammondorgels B3, begeleid door Rudi Renger (gitaar) en Michael Honzak (drums). Sindsdien trad Pfeiler op in clubs en bij festivals in geheel Europa en in de Verenigde Staten en nam hij meerdere albums op. Bij sessies speelde hij met sterren van het internationale jazz-, blues- en funkcircuit als Herb Ellis, Red Holloway, Jim Galloway, Spike Robinson, Frank Foster, Bill Elgart, Ken Peplowski, Maceo Parker, Jack McDuff (vierhandig op een Hammond B3), Peter O'Mara en met Europese topmuzikanten als Joe Nay, Carl Drewo, Harry Sokal, Joris Dudli, Mario Gonzi, Michael Honzak, Peter Legat en Louie Austen.
Pfeiler werkte bovendien als componist, arrangeur en producent op het gebied van film- en reclamemuziek en de veeleisende amusementsmuziek, hoofdzakelijk voor de Noord-Amerikaanse markt. Verder werkt hij sinds de jaren 1990 mee bij schoolconcerten in Oostenrijk.
Pfeiler hecht enerzijds grote waarde aan de verzorging van de traditie van de hammondorgel in de jazz, anderzijds zet hij zich ook intensief in voor de verdere ontwikkeling van de huidige toontaal op dit instrument, dat ondanks zijn herontdekking tijdens de jaren 1990 nog steeds een exotisch buitenbeentje in de jazz is.
Pfeiler leidt blues- en mainstream jazz-georiënteerde trio- en kwartetbezettingen, waarin steeds weer internationaal bekende gastsolisten meewerken. Er zijn experimentele duo's en trio's met hammondorgel en drums, resp. saxofoon, verder het project Out of Space, waarin uitsluitend eigen composities van Pfeiler worden gespeeld en ook het kwintet resp. trio T.C. Pfeiler's Jazzid-Funk. Sinds 2003 heeft hij duo-optredens samen met zijn partner en producente Ulrike Muehlbachler aan de drums met het project T.C. Pfeiler's Hammond B3 Lounge. Sinds februari 2008 is er het project Wohlfühl Klänge samen met Ulrike Muehlbachler (drums/percussie/zang). Met het project Carpe Diem Live Tunes werd tussen 2006 en 2008 een eigen roadshow afgewerkt.

## Onderscheidingen
Op 10 april 2008 werd Pfeiler voor bijzondere verdiensten voor de republiek Oostenrijk op het gebied van kunst en cultuur onderscheiden met de titel Professor. Hij is sinds 30 jaar succesvol als jazzorganist met meer dan 2000 eigen composities.

## Discografie
- T. C. Pfeiler - Out Of Space - cd
- Herb Ellis meets T. C. Pfeiler - cd
- T. C. Pfeiler - Dynaflow - cd
- Red Holloway / T. C. Pfeiler - Day Dream - cd
- T. C. Pfeiler - For H.G.B.S. - cd
- T.C. Pfeiler - Live Grooves! - cd
- T.C. Pfeiler Live At Club Art & Music - lp
- Wild Bill Davis / T.C. Pfeiler 70th/30th Anniversary Live Concert - lp